# Schloss Rue
Das Schloss Rue ist der ehemalige Herrschaftssitz von Rue im Glanebezirk des Kantons Freiburg in der Schweiz.

## Lage
Das Schloss befindet sich nördlich der Ortslage und der Kirche. Strategisch war die Lage zwischen dem Broye- und dem Glanetal entscheidend für die Anlage einer Burg, denn von hier aus konnte man das obere Broyetal mit der Strasse Moudon–Vevey−Grosser St. Bernhard gut beherrschen. Zudem führte die Strasse von Freiburg nach Lausanne hier entlang sowie die Verbindungen Vevey–Avenches und Vaulruz–Rue. Die bedeutende Verkehrslage geht auch aus dem Ortsnamen (französisch rue entspricht deutsch Strasse) hervor.

## Geschichte
Die Familie von Rue (französisch de Rue) wurde erstmals im Jahr 1152 erwähnt. 1155 ist auch die Burg Rue nachweisbar. Im Jahr 1225 waren die Herren von Rue Vasallen der Grafen von Genf. Sie waren eng mit der Zisterzienserabtei Haut-Crêt verknüpft, die 1225 durch den Grafen Wilhelm II. von Genf in ihren Schutz gegeben wurde. Zu diesem Zeitpunkt gab es zwei verschiedene Linien, von denen eine Rudolf dem Älteren, die andere Rudolf dem Jüngeren von Rue folgte. 
Als die Grafen von Genf in den Konflikt mit Peter II. von Savoyen gerieten, wurde die Burg im Jahr 1237 zerstört und ein Wiederaufbau vorerst verboten. Vorangegangen war die Gefangennahme Peters durch Rudolf von Rue, der ihn im Bergfried einsperrte. Daraufhin waren die Verbündeten Peters, insbesondere sein Schwiegervater Aymon II. de Faucigny und sein Schwager Hartmann IV. von Kyburg, nach Rue gezogen und hatten die Burg zweimal belagert.
Obwohl der Bischof von Lausanne Johannes von Cossonay dem Haus Savoyen, das die Wahl eines savoyischen Bischofs (Philipp von Savoyen) durchsetzen wollte, ursprünglich feindlich gesonnen war, verurteilte er im Jahr 1260 mit seinen Schiedsmännern Johannes von Rue, Sohn von Rudolf dem Jüngeren, zu einer hohen Geldstrafe, die er Peter II. von Savoyen zu zahlen hatte. Er wurde bereits im Jahr 1252 Bürger von Freiburg. Schon sein Vater war nur noch geduldet worden und hatte nicht mehr in der Burg wohnen dürfen, über deren Befestigung Aymon II. de Faucigny mittlerweile entscheiden durfte, sondern nur noch in einem «unteren Haus». Im Jahr 1267 nannte sich Johannes von Cossonay Onkel von Johannes von Rue, als er diesem den Kauf der Herrschaft Montagny im Lavaux bestätigte, so dass es offenbar auch familiäre Verbindungen zwischen beiden gab. Wilhelm, der Sohn von Rudolf dem Älteren, wurde zudem Bürger von Cossonay, als welcher er im Jahr 1277 nachweisbar ist. Im savoyischen Urbar von 1278 werden die Adligen von Rue folgerichtig nicht mehr genannt.
Der siegreiche Savoyer liess hingegen im Jahr 1251 die Burg in Rue wieder aufbauen, die auch einen höher gelegenen Zufluchtsort – den aufgestockten Bergfried – umfasste, der über einen Hocheinstieg erreichbar war. Er belehnte im selben Jahr Rudolf den Älteren von Rue mit dieser Burg und dem zugehörigen Dorf Promasens, konnte sie aber nach dem Schiedsspruch von 1260 für sich beanspruchen, da er die gesamte Herrschaft als Pfand erhielt. Peter II. gelangte im Jahr 1262 zudem an die Herrschaftsrechte der jüngeren Linie, da Johannes von Rue die Strafe wohl nicht zahlte. Er stellte daher einen eigenen savoyischen Kastlan namens Henri de Bonvillars ein, wobei unklar bleibt, wie weit der Baufortschritt der neuen Burg zu diesem Zeitpunkt war. Es ist aber anzunehmen, dass sie zu diesem Zeitpunkt fertig ausgebaut war. Die Kastlanei umfasste 23 Orte, wobei der Burg aber teilweise wohl nur bestimmte Rechte – wie etwa der Zehnt – zustanden. Die Meierei sowie die niedere Gerichtsbarkeit wurden von der Familie Mestral seit dem Jahr 1277 gehalten, so dass sie sich „Mestral von Rue“ zu nennen begannen.
In den Burgunderkriegen sollen eidgenössische Truppen hier 1476 geplündert und die Burg schwer beschädigt haben, bei der Eroberung der Waadt im Rahmen der Italienischen Kriege eroberte Bern 1536 auch Rue und trat es an Freiburg ab. Dieses verwandelte die Kastlanei in eine freiburgische Vogtei, welche bis zum Einmarsch der Franzosen im Jahr 1798 bestand, zog aber 1538 die Meierei an sich. Bis zum Jahr 1848 war das Schloss Sitz der Präfektur des Bezirks sowie des Gefängnisses, dann verlor es diese Verwaltungseinrichtungen und im Jahr 1856 wurde das Schloss vom Kanton an Privatpersonen verkauft. Zu diesen späteren Besitzern gehörte die Familie Ferber, deren Mitglied Ferdinand Ferber als Flugpionier bei Wettbewerben das Pseudonym «F. de Rue» benutzte und der im Jahr 1898 vom Schloss aus einen Flugversuch unternahm.

## Beschreibung
Das Vogteischloss befindet sich auf einem Felskopf über der Kirche und dem Ort. Die Anlage ist rundlich gestaltet und in eine südliche Gebäudegruppe mit dem Vogteischloss (Wohngebäude) und eine östliche Baugruppe mit dem Bergfried aufgeteilt. Dieser, der den Zugang überwachte, wird in seinem Unterbau auf die Zeit um das Jahr 1150 datiert.
Einige der Gebäude stammen vom Wiederaufbau der 1250er Jahre, wobei das Wohngebäude – wohl unter Verwendung der Mauern der Vorgängerbauten – in den Jahren 1619 bis 1626 entstand. Der Zugang war anfangs nur über eine Zugbrücke möglich, zudem schützte ein tiefer Wassergraben dieses Hauptportal. Später wurde hier eine massive Brücke errichtet. Ein weiterer quadratischer Turm befindet sich nahe beim Bergfried an der Westseite und diente als zusätzlicher Wehrturm. Er besitzt ein barockes Dach, welches Mansarddach und Zeltdach verschmilzt.
Durch den Schutt der zerstörten Vorgängerbauten hat sich das Hofniveau um mindestens 1,5 Meter erhöht. Der einstige gotisch-spitzbogige Hocheinstieg des Bergfriedes liegt daher sehr viel tiefer als zuvor, aber immer noch in 6 bis 7 Metern Höhe. Der Oberbau dieses Donjons stammt aus den 1250er Jahren, das Walmdach wurde später ergänzt. Der quadratische Turm (11 × 11,2 Meter) besitzt bis zu 1,8 Meter dicke Mauern. Seine oberen Fenster sind rundbogig, zudem gibt es mehrere vermauerte Schiessscharten, die darauf hindeuten, dass diese die ursprünglichen Öffnungen im Obergeschoss waren. Östlich vom Bergfried befindet sich der Torbau, der zwischen 1616/18 und 1630 entstand. Sein Aussehen wird durch die angebrachten Maschikulis geprägt. Über dem Toreingang, der im Mauerwerk noch rundbogig in seiner heutigen Gestalt aber rechteckig ist, befindet sich zudem ein Wappenstein.

Schlossansichten
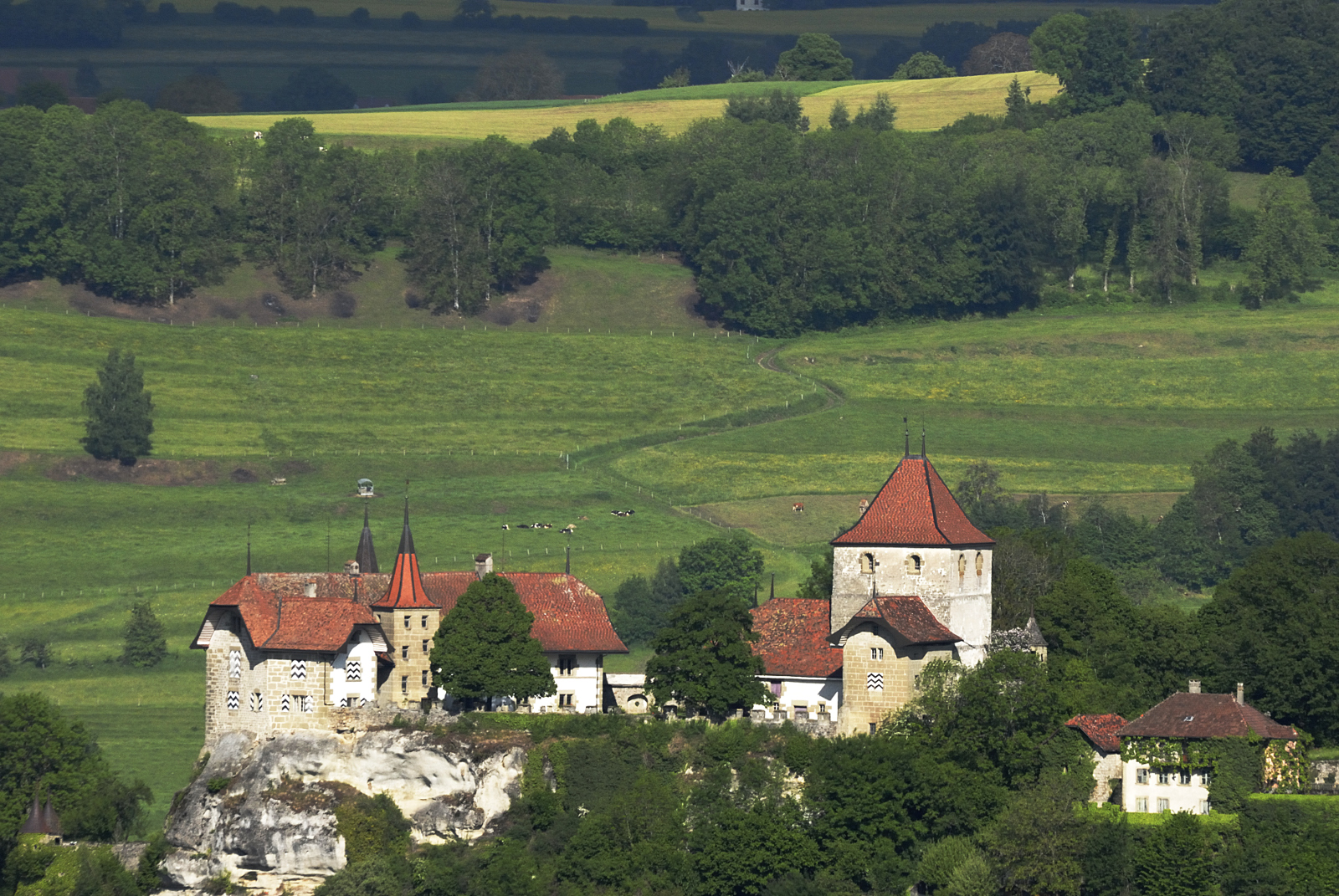
Blick zur Gesamtanlage von Osten
Schloss von Südwesten mit Pfefferbüchsen (1899)
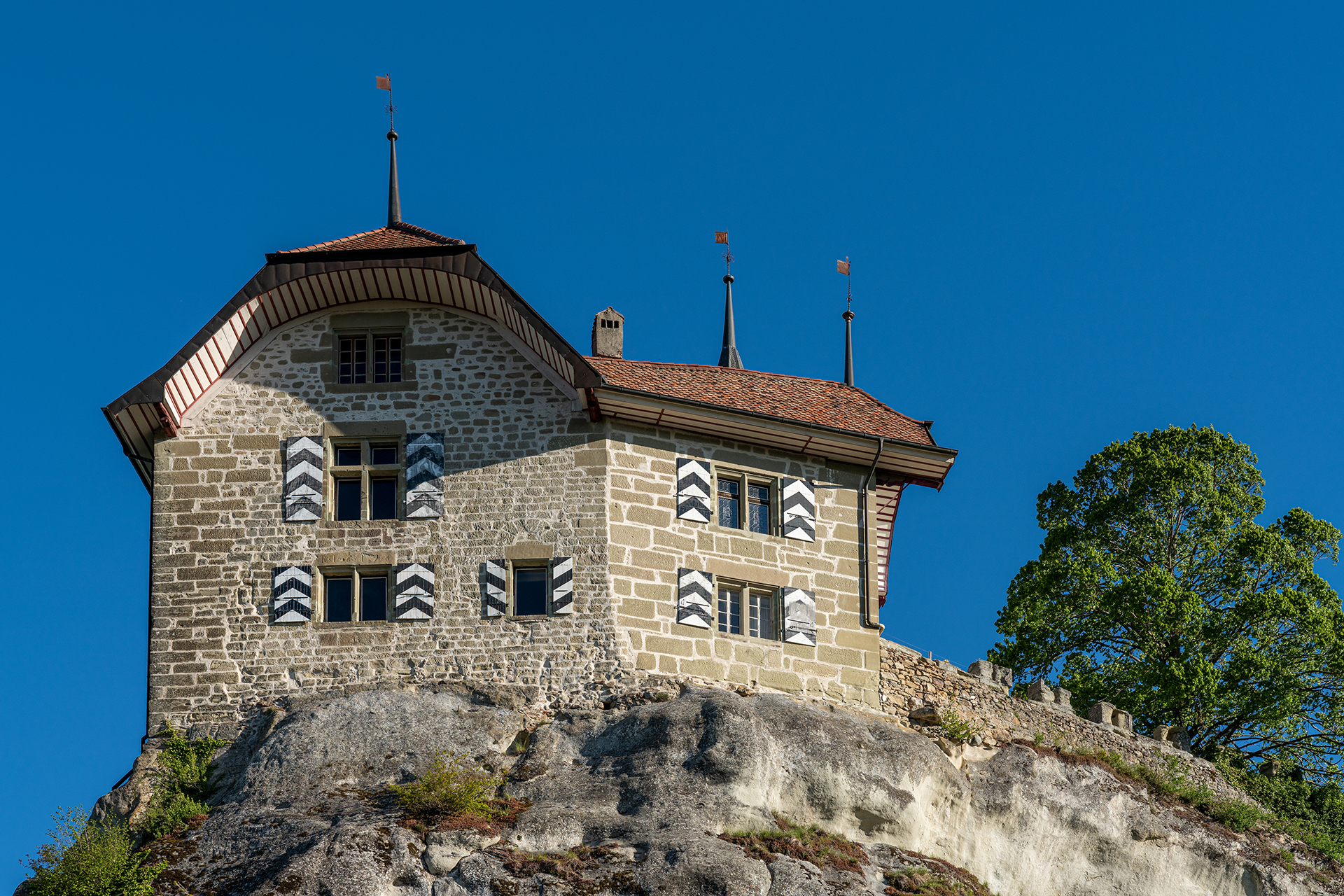
Vogteischloss mit abwechslungsreichem Mauerwerk
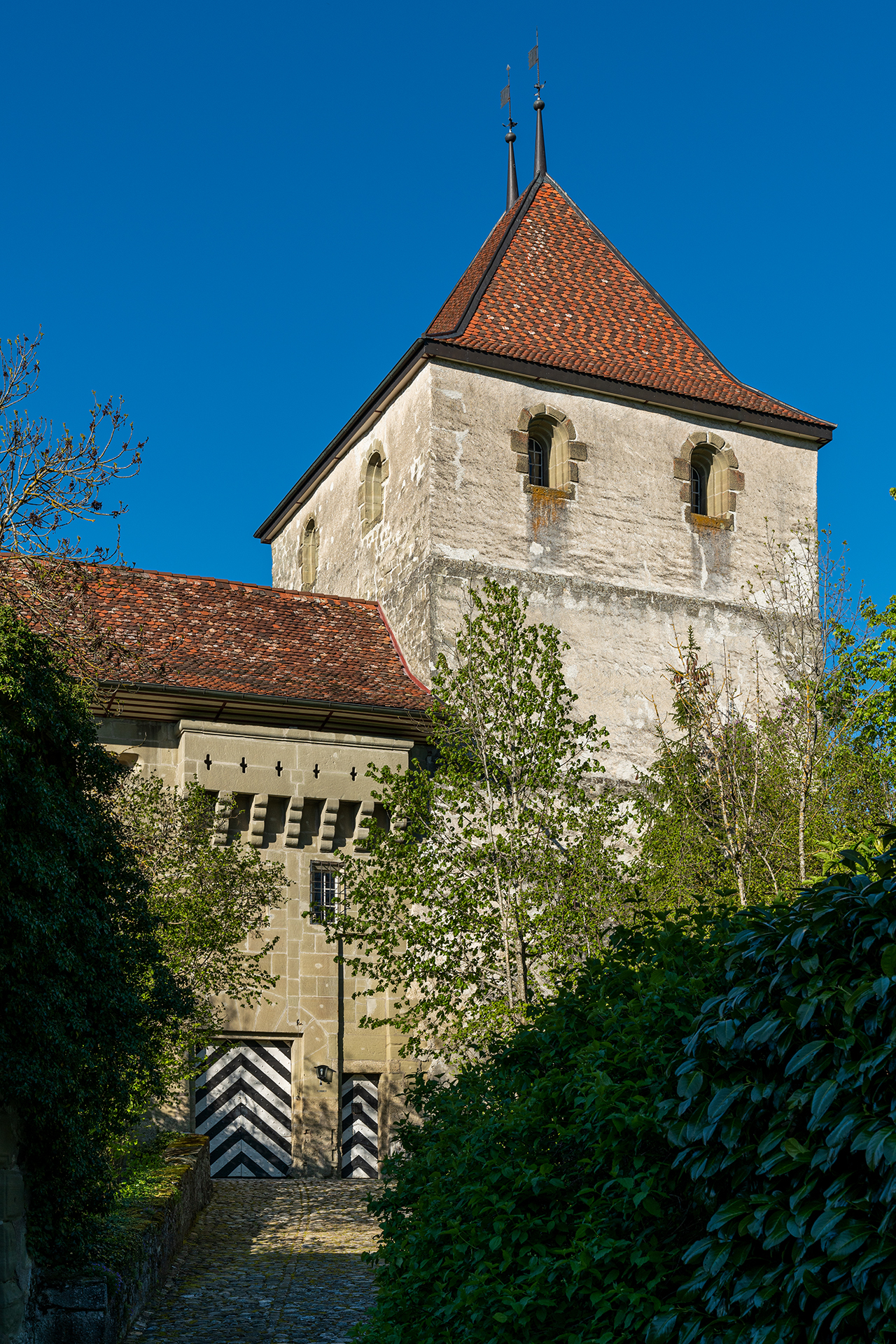
Bergfried von Nordosten, links daneben der Torbau mit Maschikuli
Bergfried vom Hof mit Torbau (rechts) und Schlossgarten (1899)
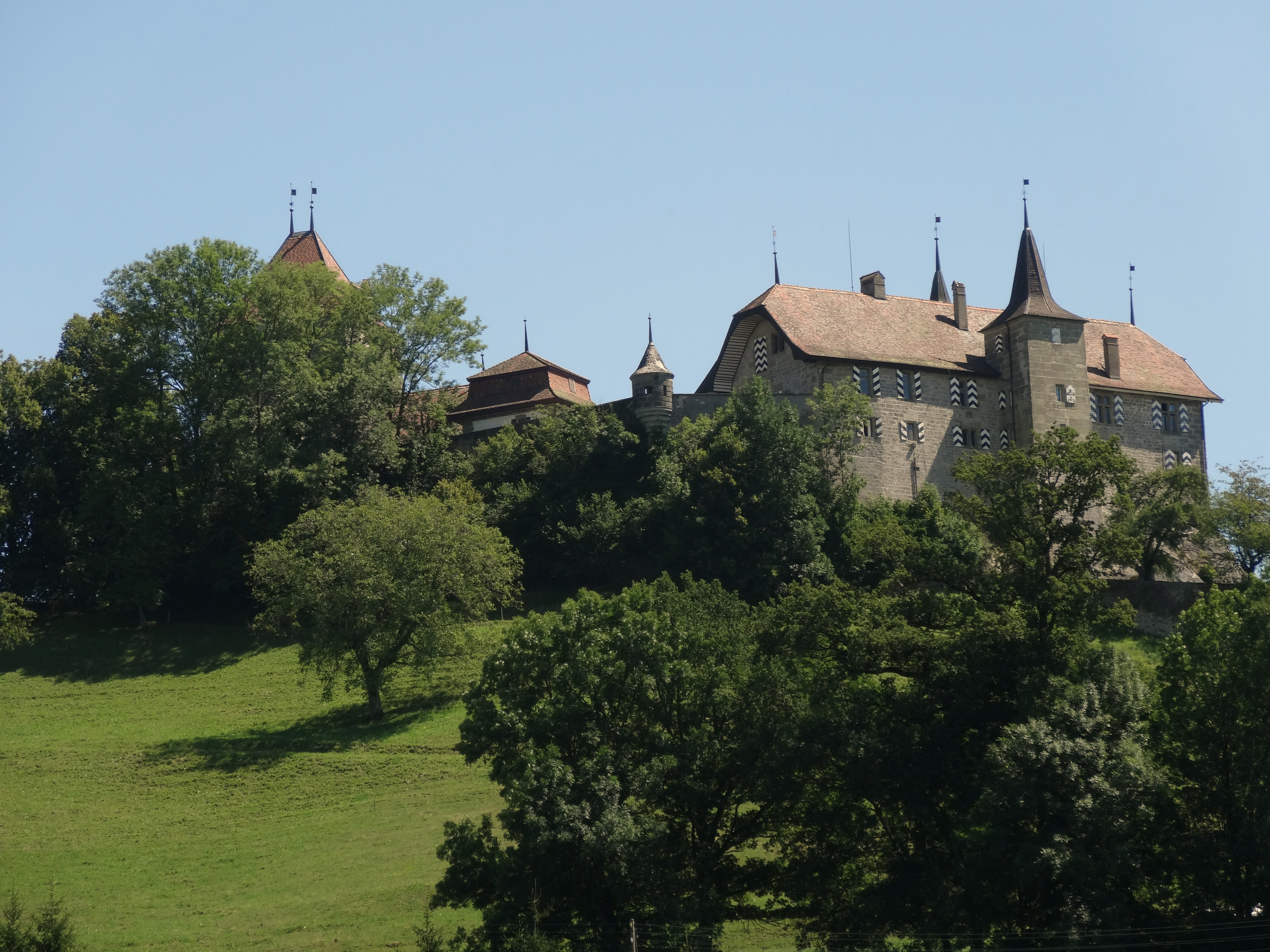
Vogteischloss (rechts) von Westen mit Pfefferbüchse und Bergfried (links)

Unter dem Schlossgebäude befinden sich fünf grosse tonnengewölbte Kellerräume, die teils direkt in den Fels unter dem Wohngebäude gehauen wurden und aus der savoyischen Zeit stammen sollen. Der Renaissancebau besitzt an der Hofseite einen viereckigen Treppenturm mit zahlreichen Fenstern und an der Hangseite einen zweiten viereckigen Turm, beide mit Knickhelm. Die Dächer werden durch Wetterfahnen und Kamine gestaltet. Auch die Scheune stammt aus der Renaissancezeit. Die Mauern des Schlosses schützten barocke Pfefferbüchsen nördlich und südlich des Wohnbaus, auch nördlich des Bergfriedes ist eine solche Pfefferbüchse erhalten. Das Brunnenhaus wurde im Jahr 1735 erbaut. Die Ansicht von David Herrliberger aus dem Jahr 1767 zeigt im Wesentlichen den heutigen Zustand. Das Schweizerische Inventar der Kulturgüter von nationaler und regionaler Bedeutung führt das Schloss auf seiner Liste als A-Objekt – d. h., es besitzt nationale Bedeutung – mit der KGS-Nummer 2304. Das Schloss befindet sich in Privatbesitz und wird nur für bestimmte Veranstaltungen (wie das „Art Forum“) öffentlich zugänglich gemacht.